# Club Social y Deportivo Macará
Il Club Social y Deportivo Macará, meglio noto come Macará, è una società calcistica ecuadoriana con sede nella città di Ambato. Milita in Serie A, la seconda divisione del campionato ecuadoriano.

## Storia
Il Macará è stato fondato il 25 agosto 1939 da un gruppo di studenti del Colegio Nacional Bolívar. Nel 2018 si è qualificato per la prima volta nella sua storia a una competizione continentale, la Coppa Libertadores, dove è stato eliminato alla prima fase dai venezuelani del Deportivo Táchira a causa della regola dei gol in trasferta.

## Palmarès

### Competizioni nazionali
- Serie B: 4

1971, 1998, 2016, 2023
- Segunda Categoría: 4

1975, 1979, 1985, 1996

### Altri piazzamenti
- Serie B:

Secondo posto: 2003, 2011